# Ion Zamfirescu
Pour les articles homonymes, voir Zamfirescu.

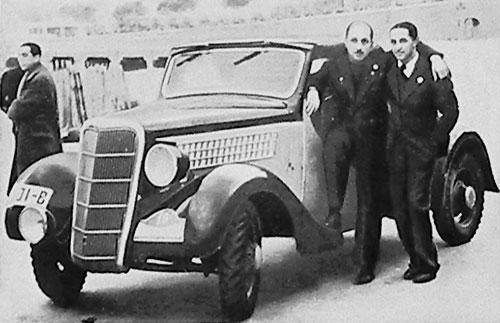
Zamfirescu et Cristea devant leur Ford V8 spéciale, à l'arrivée du rallye à Monte-Carlo.

Ion Zamfirescu est un pilote de rallye roumain, également champion motocycliste de son pays dans sa jeunesse.
Avec pour copilote Petre G. Cristea (30 fois victorieux en compétitions automobiles, sur 80 courses disputées), il remporta l'édition 1936, 15e du nom, du Rallye automobile de Monte-Carlo, sur Ford V8, un modèle unique de 65 CV spécialement conçu pour cette épreuve durant près de dix mois à Bucarest, dans les ateliers Floreasca naissants du groupe Ford, exemplaire décapotable avec une carrosserie tout aluminium.
L'engin prit le départ d'Athènes lors du parcours de ralliement, avec 18 autres concurrents, pour éviter le plus possible la traversée de zones infestées par des loups en Europe centrale, les deux hommes étant par ailleurs équipés malgré tout d'un révolver, en cas de fâcheuse rencontre. L'épreuve étant hivernale, ce cabriolet-roadster trois places n'était cependant pas équipé de système de chauffage, le tout pour cause d'allègement du véhicule; "cognac et vin embarqués à bord servaient parfois de radiateurs", expliqua sobrement Zamfirescu à l'arrivée.
Les deux hommes furent, par l'ensemble de ces aménagements et précautions, ainsi que grâce à un temps clément alors au sud de l'Europe (18 degrés Celsius en Grèce), avantagés vis-à-vis des autres équipages ayant transité quant à eux par le reste du continent, et remportèrent les deux manches proposées par la commission de course.
Sur 105 voitures inscrites, 91 prirent le départ cette année-là, 72 ralliant la principauté.
Le petit nombre d'inscrits s'expliqua par les mouvements sociaux français de l'époque, rendant les propriétaires de voitures de compétitions locaux peu enclins à traverser les routes hexagonales, et par le refus de l'Allemagne et de l'Italie d'autoriser le retrait d'argent sur leurs territoires.
Le second équipage fut celui de Lucie Schell et de son époux sur Delahaye, et le troisième celui de Charles Lahaye et René Quatresous sur Renault Nervasport, les vainqueurs de la précédente édition.
En 1937, bien qu'ayant terminé en tête l'épreuve monégasque, Petre Cristea est disqualifié pour un problème d'homologation des ailerons arrière de son véhicule (ne recouvrant pas entièrement les pneumatiques), alors que Zamfirescu termine troisième sur Hotchkiss 686 GS.

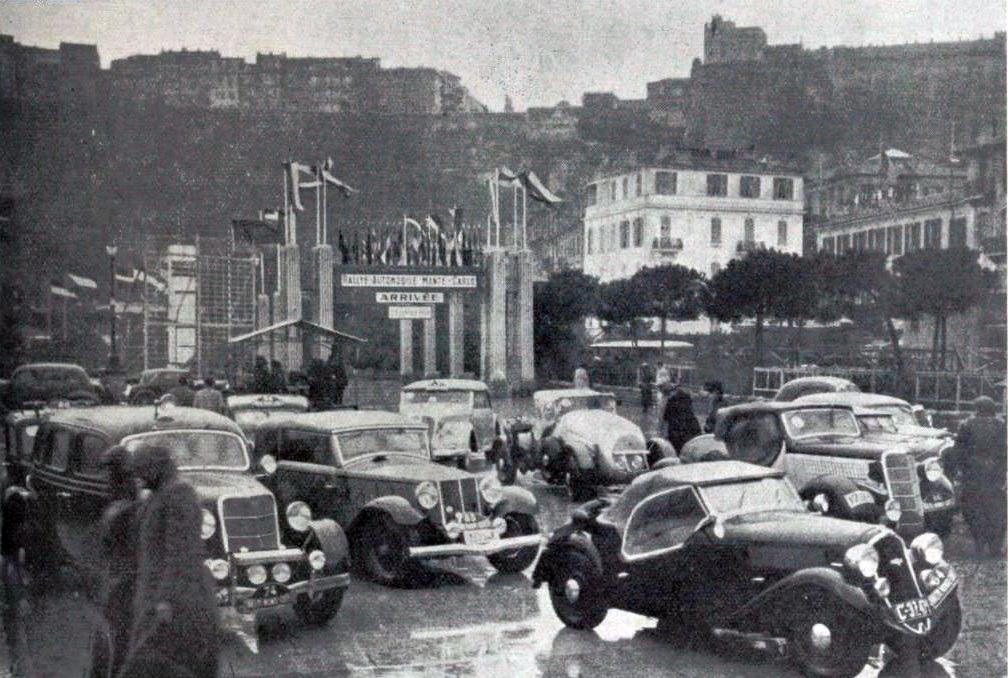
Arrivée du rallye Monte-Carlo 1936.

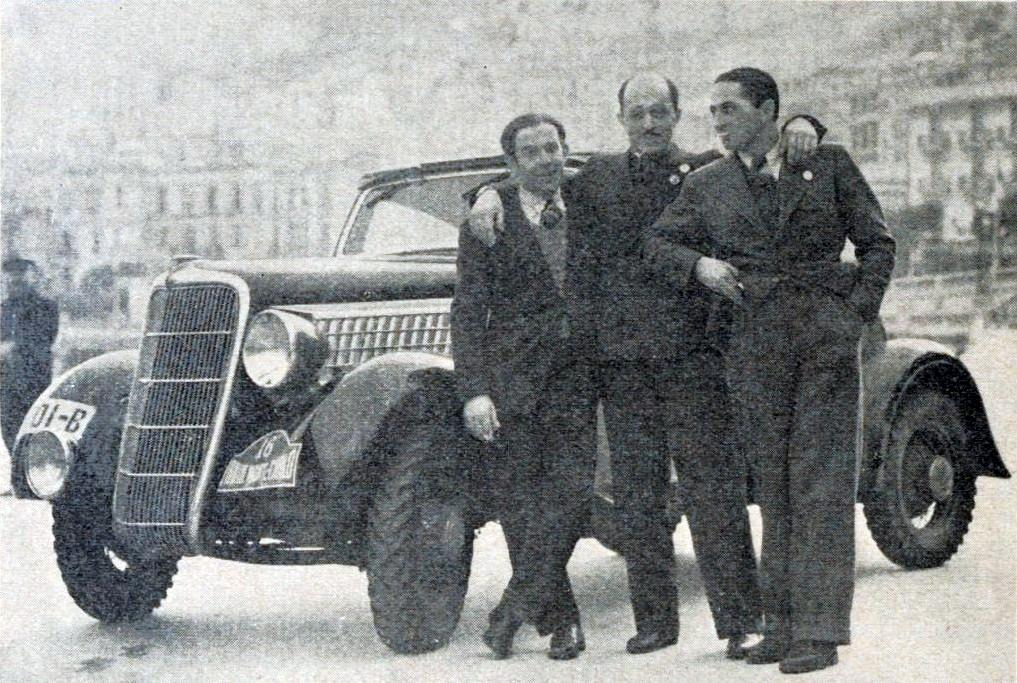
L'équipage roumain victorieux, à Monte-Carlo.